# Nedašovce
Nedašovce (deutsch Nedaschowitz, ungarisch Nyitranádas – bis 1900 Nedasóc) ist eine Gemeinde im Westen der Slowakei mit 427 Einwohnern (Stand 31. Dezember 2024), die zum Okres Bánovce nad Bebravou, einem Teil des Trenčiansky kraj, gehört.

## Geographie
Die Gemeinde befindet sich im Nordteil des Hügellands Nitrianska pahorkatina, vorwiegend am linken Ufer des Baches Hydina im Einzugsgebiet der Bebrava. Das Ortszentrum liegt auf einer Höhe von 200 m n.m. und ist neun Kilometer von Bánovce nad Bebravou entfernt.
Nachbargemeinden sind Vysočany im Norden, Hradište im Nordosten, Skačany im Osten, Partizánske (Stadtteile Veľké Bielice und Malé Bielice) im Süden, Ostratice im Südwesten und Pravotice im Westen.

## Geschichte
Nedašovce wurde zum ersten Mal 1232 als Nadas schriftlich erwähnt und war Bestandteil des Herrschaftsgebiets der Neutraer Burg. 1753 wurden die Tyrnauer Jesuiten Besitzer, gefolgt vom Neutraer Kapitel sowie dem Seminar von Budapest. 1720 gab es in Nedašovce Weingärten und es wohnten hier 14 Haushalte, 1787 hatte die Ortschaft 35 Häuser und 208 Einwohner, 1828 zählte man 36 Häuser und 252 Einwohner, die als Landwirte beschäftigt waren. Ende des 19. Jahrhunderts gab es beim Ort eine Marmorgrube.
Bis 1918 gehörte der im Komitat Neutra liegende Ort zum Königreich Ungarn und kam danach zur Tschechoslowakei beziehungsweise heute Slowakei.

## Bevölkerung
| Jahr                | 1994 | 2004    | 2014    | 2024    |
| ------------------- | ---- | ------- | ------- | ------- |
| Anzahl der Personen | 443  | 455     | 439     | 427     |
| Unterschied         |      | +2,70 % | −3,51 % | −2,73 % |

| Jahr                | 2023 | 2024    |
| ------------------- | ---- | ------- |
| Anzahl der Personen | 435  | 427     |
| Unterschied         |      | −1,83 % |

Nach der Volkszählung 2011 wohnten in Nedašovce 427 Einwohner, davon 414 Slowaken. Vier Einwohner gaben eine andere Ethnie an und neun Einwohner machten keine Angabe zur Ethnie.
366 Einwohner bekannten sich zur römisch-katholischen Kirche und zwei Einwohner zur Evangelischen Kirche A. B.; vier Einwohner bekannten sich zu einer anderen Konfession. 20 Einwohner waren konfessionslos und bei 35 Einwohnern wurde die Konfession nicht ermittelt.

## Bauwerke und Denkmäler
- Kapelle aus dem Jahr 1868